# Fabián Vázquez (jinete)
Fabián Vázquez López (Zimapán, 20 de enero de 1943) es un jinete mexicano que compitió en la modalidad de concurso completo. Participó en los Juegos Olímpicos de Moscú 1980, obteniendo una medalla de bronce en la prueba por equipos.

## Palmarés internacional
| Juegos Olímpicos | Juegos Olímpicos | Juegos Olímpicos  | Juegos Olímpicos |
| Año              | Lugar            | Medalla           | Categoría        |
| ---------------- | ---------------- | ----------------- | ---------------- |
| 1980             | Moscú (URSS)     | Medalla de bronce | Por equipos      |